# 畢東尼
畢東尼（1970年1月—），葡裔香港人，公民黨成員，前香港觀塘區議會麗晶選區議員。目前定居英國利物浦。

## 家庭背景
畢氏祖籍葡萄牙里斯本，其祖先因清朝八國聯軍，由上海逃難來港，自此在港落地生根。雖然他本身為葡籍，但他於香港土生土長，故此不懂葡萄牙語。社會福利署前署長、時任融樂會主席余志穩為他表舅父。畢東尼曾就讀玫瑰崗學校。

## 政治生涯

### 參選2015年區議會選舉
2015年香港區議會選舉中，公民黨派出畢東尼參選麗晶選區，成功以3,060票，擊敗爭取連任的時任親中派民建聯議員潘進源。
| 政党   | 政党   | 候选人    | 票数  | %     | ±      |
| ------ | ------ | --------- | ----- | ----- | ------ |
|        | 民建聯 | ①. 潘進源 | 2,682 | 46.71 | -4.82  |
|        | 公民黨 | ②. 畢東尼 | 3,060 | 53.29 | 不適用 |
| 多数票 | 多数票 | 多数票    | 378   | 6.58  | 不適用 |

### 2019年區議會選舉
2019年香港區議會選舉中，畢東尼以公民黨身分競逐連任，最終獲5364票，成功連任。
| 政党   | 政党         | 候选人    | 票数 | %     | ±      |
| ------ | ------------ | --------- | ---- | ----- | ------ |
|        | 公民黨       | ①. 畢東尼 | 5364 | 68.26 |        |
|        | 九龍社團聯會 | ②. 陳蒨葶 | 2494 | 31.74 | 不適用 |
| 多数票 | 多数票       | 多数票    | 2787 | 36.52 | 不適用 |

2021年4月，公民黨畢東尼宣布辭任區議員並退出香港政壇。

### 反對九龍灣健康中心用作指定診所安排
1月23日，醫管局表示計劃將九龍灣健康中心用作「指定診所」，接收新型冠狀病毒的相關病人。2月2日晚上7時，他与另一位区议员尹家謙、麗晶花園業主委員會及麗晶居民權益關注會在羽毛球場舉行居民大會，有200人參加。
2月7日和2月8日晚上，數十人圍繞麗晶花園一帶遊行，期間手持標語及高叫「反對肺炎指定診所」、「自己家園自己救」等口號，反對將九龍灣健康中心設為指定診所。3月1日，黑衣人到九龍灣健康中心外擲汽油彈，不滿中心用作新型肺炎指定診所。

## 外部連結
- 畢東尼區議員辦事處的Facebook專頁 （页面存档备份，存于）

| 議會席位      | 議會席位                                             | 議會席位    |
| ------------- | ---------------------------------------------------- | ----------- |
| 前任： 潘進源 | 觀塘區議會 麗晶選區區議員 2016年1月1日—2021年5月31日 | 繼任： 懸空 |